# Sani ol molk
Abu'l-Hasan Khan Ghaffari Kashani (Persiano: ابوالحسن غفاری), meglio conosciuto conosciuto come Sani ol Molk (Persiano: صنیع‌الملک) (1814 – 1866) è stato un pittore, miniaturista e illustratore iraniano.

## Vita e lavori
Nel 1829 divenne allievo di Mihr 'Ali, il migliore dei pittori di corte di Fath Ali Shah Qajaro. Il suo ritratto di Muhammad Shah Qajar del 1842 gli ha assicurato una posizione a corte. Ha trascorso gli anni tra il 1846 e il 1850 in Italia, studiando le opere dei maestri italiani. Al suo ritorno in Persia, è stato nominato naqqāšbāšī (pittore capo) della corte e fu coinvolto con della nuova nascita di Dar-ol Fonoun, la prima istituzione moderna di istruzione superiore in Iran. Nel 1853, ha supervisionato un team di 34 pittori nella creazione di 1.134 pagine di illustrazioni in miniatura per una edizione persiana di Le mille e una notte, ora ospitata presso la biblioteca del Palazzo del Golestan. Negli ultimi anni ha assunto responsabilità più amministrative, ha modificato i periodici del governo e supervisionato gli stabilimenti di stampa nel paese. Nel 1861, ha ricevuto il titolo Sani ol Molk, con cui è comunemente noto.
È stato lo zio di Muhammad Ghaffari (Kamal-ol-Molk), pittore di corte durante il regno di Nasser ad-Din Shah.
Ha lavorato anche per le decorazioni di Casa Borujerdi a Kashan.

## Galleria d'immagini

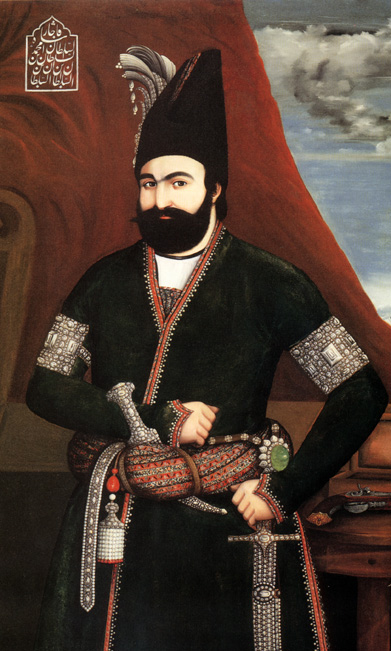
Ritratto di Mohammad Shah Qajar, 1841
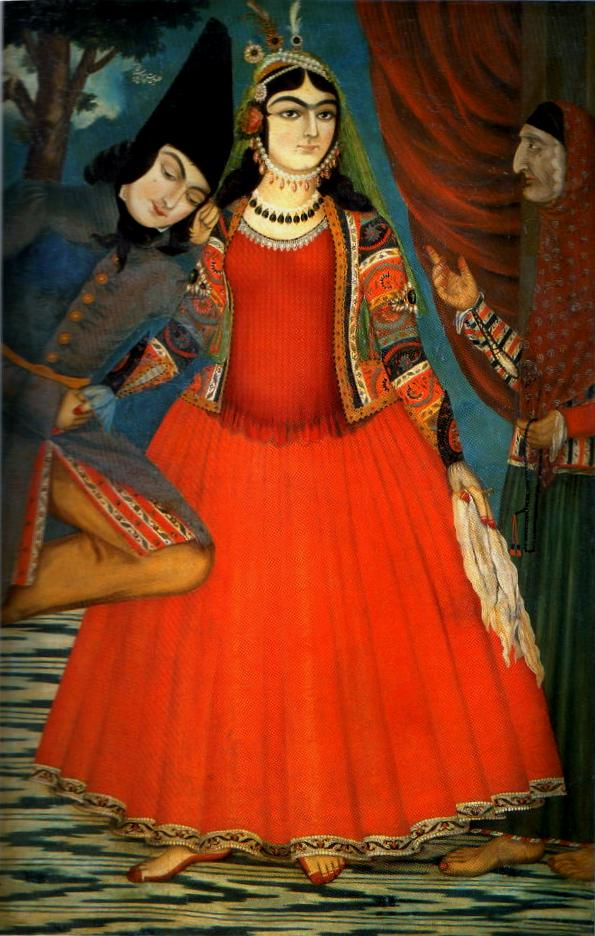
Due giovani amanti e un parrucchiere. 1843, olio su tela, Palazzo del Golestan
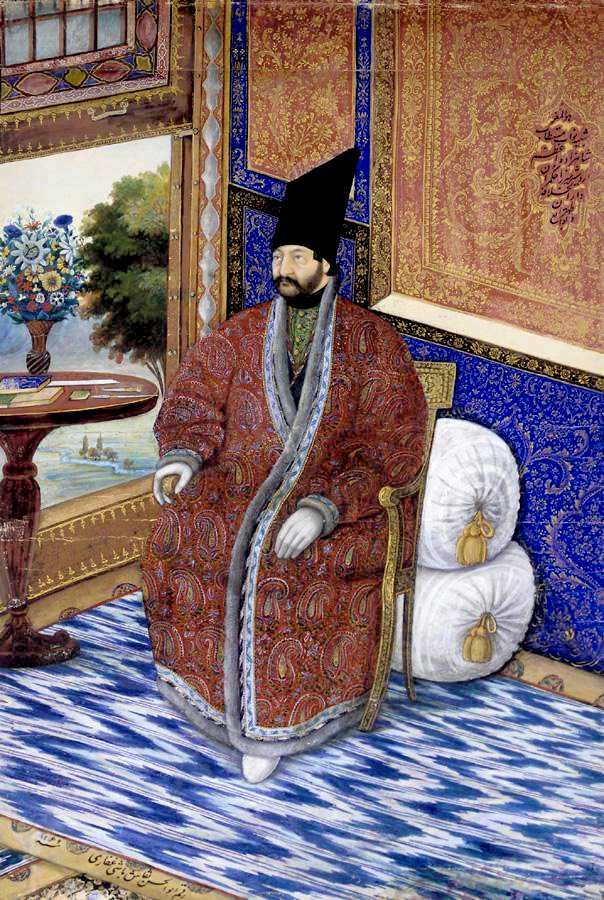
Ritratto di Ardashir Mirza. 1853
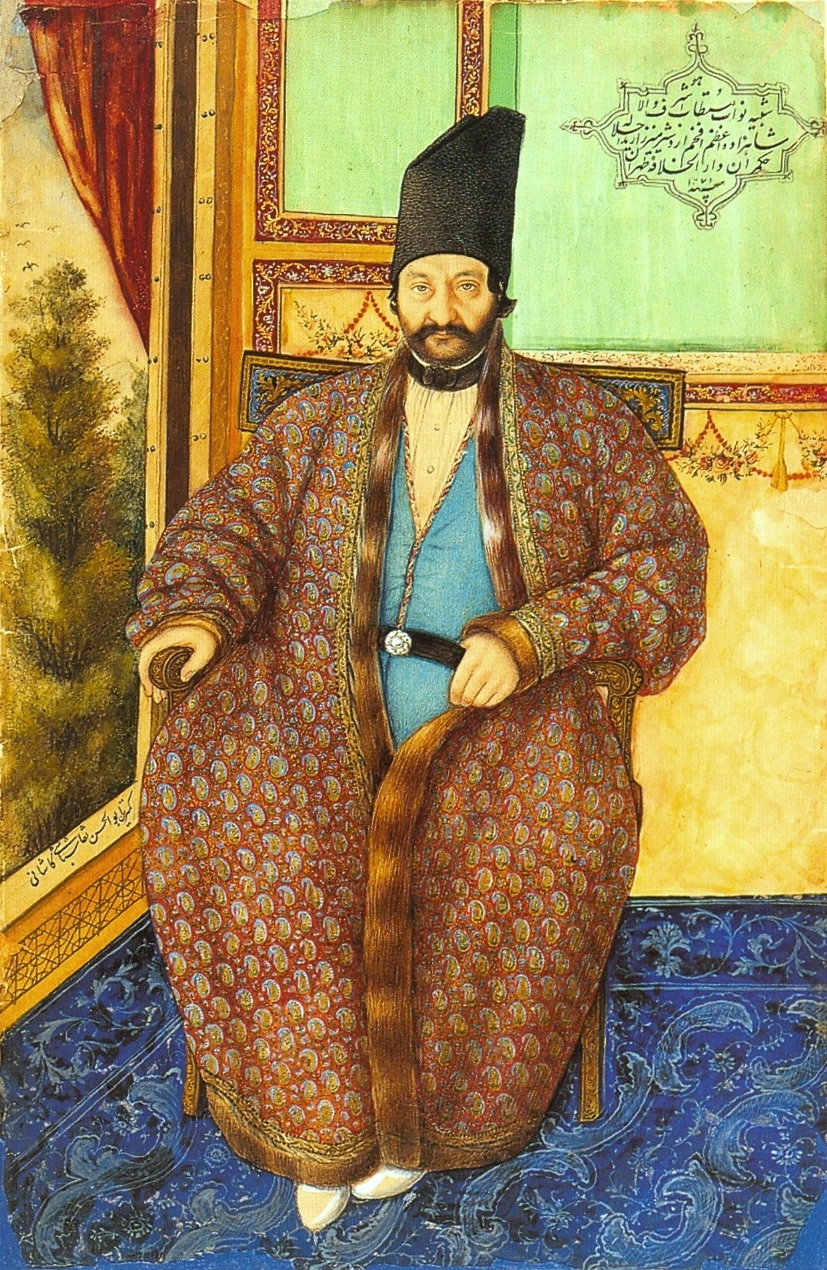
Ritratto di Ardashir Mirza. 1854, guache su carta.
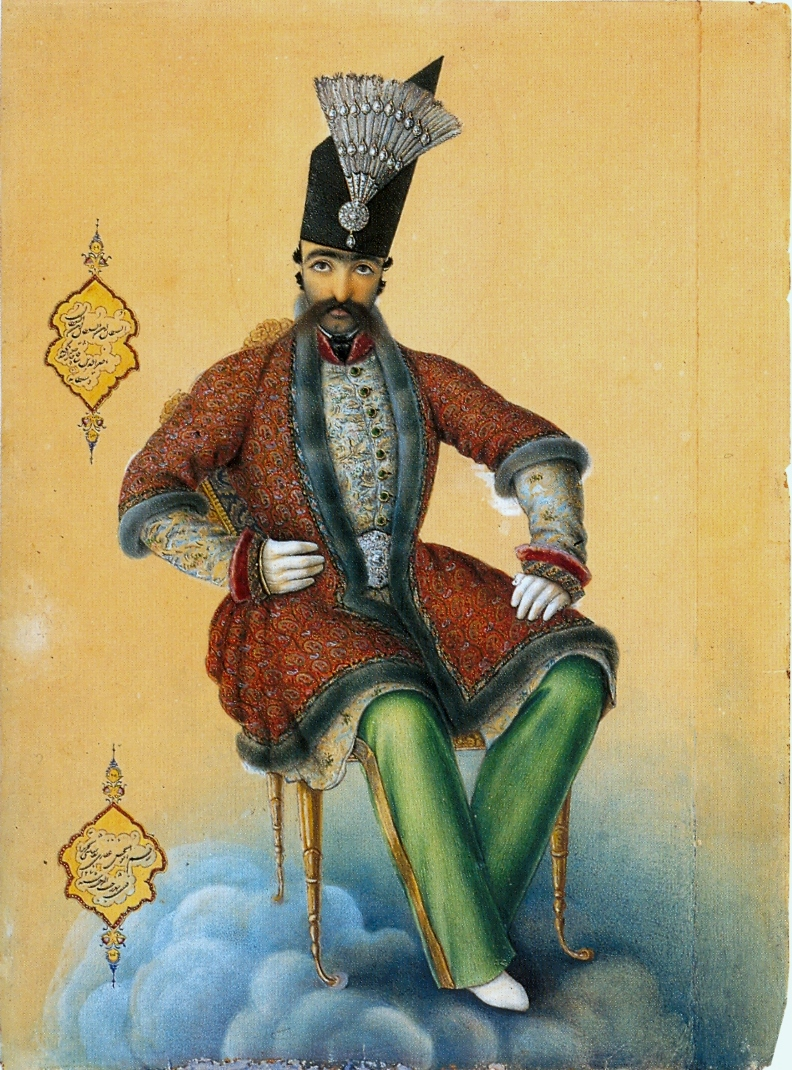
Ritratto di Naser al-Din Shah Qajar. 1854, miniatura, Louvre
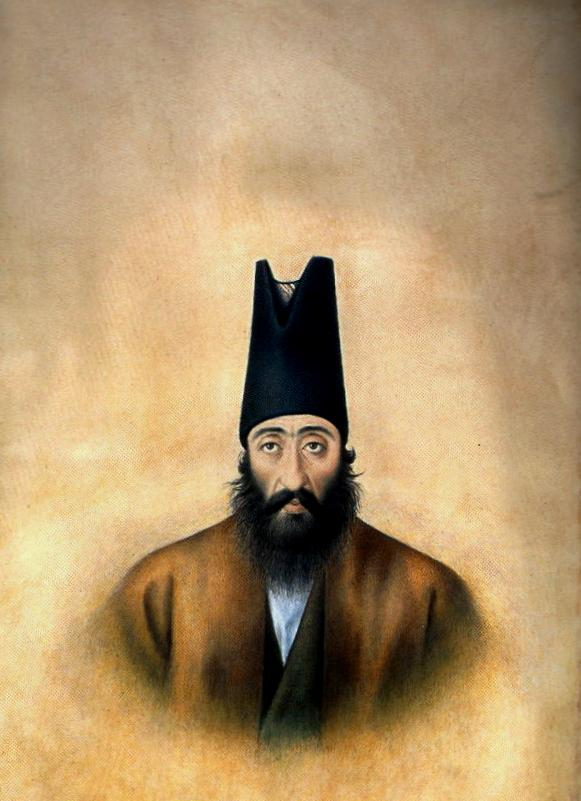
Ritratto di Mostofi ol Mamalek, 1860s, miniatura, Malik Museo Nazionale dell'Iran
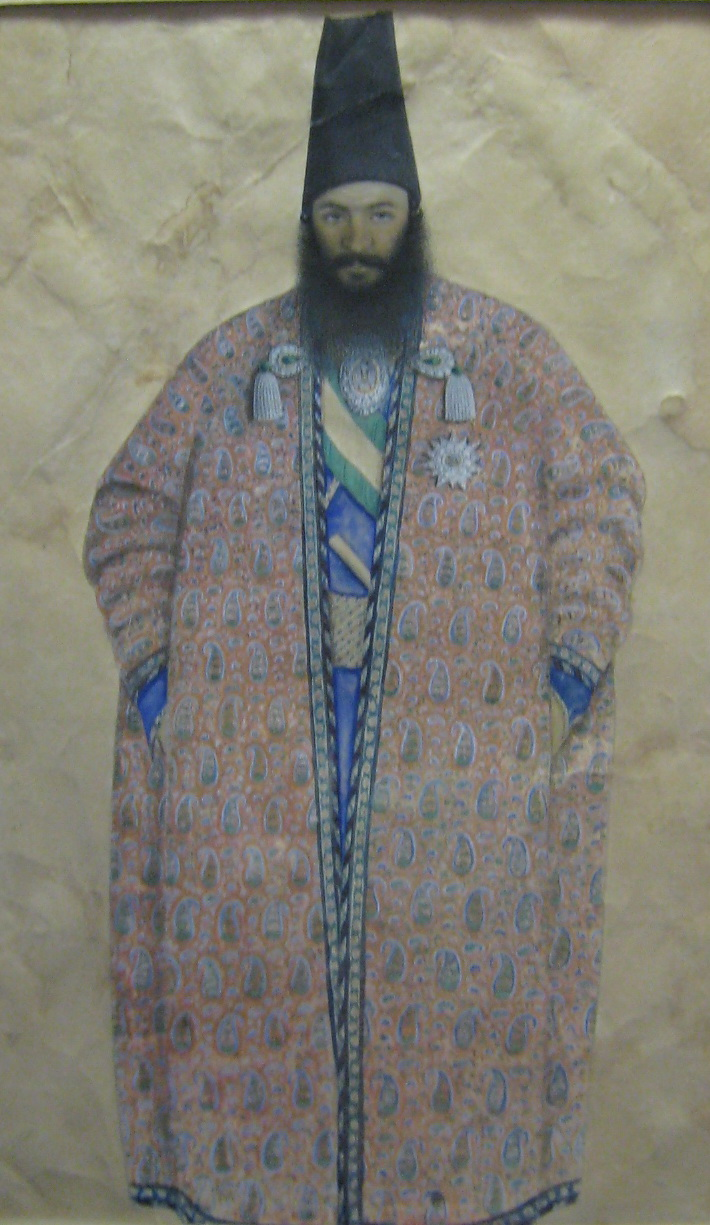
Ritratto di un uomo Qajaro
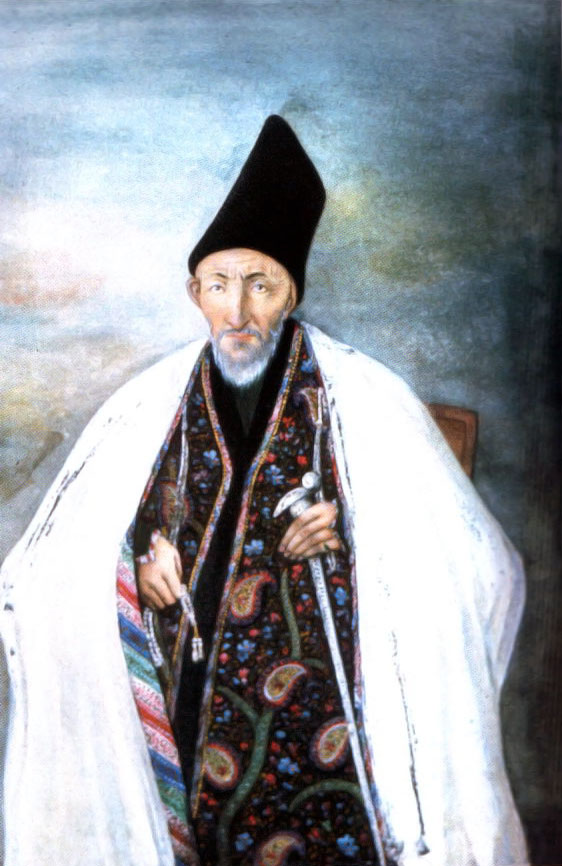
Ritratto di Haji Mirza Aghasi
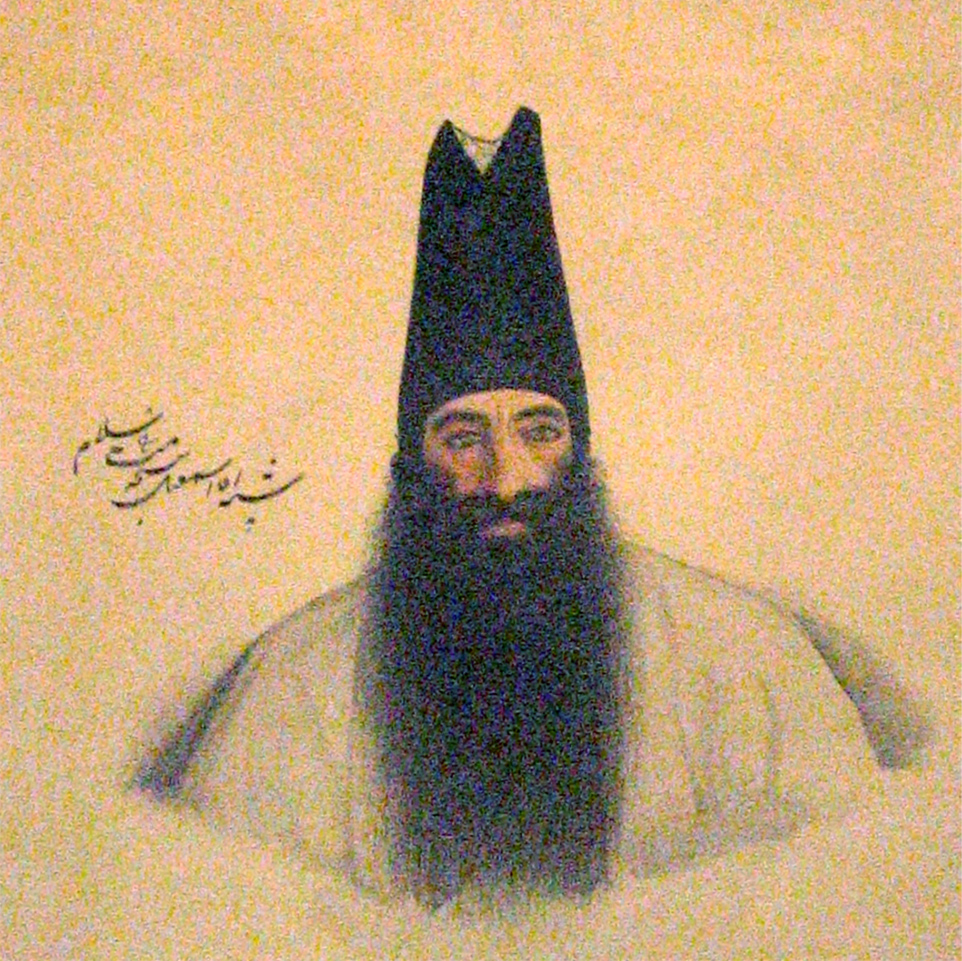
Ritratto di Aqa Ismail

### Illustrazioni diLe mille e una notte
Le illustrazioni in miniatura di una versione persiana di Le mille e una notte, create da Sani ol Molk e altri artisti sotto la sua supervisione. Biblioteca del Palazzo del Golestan, 1853.

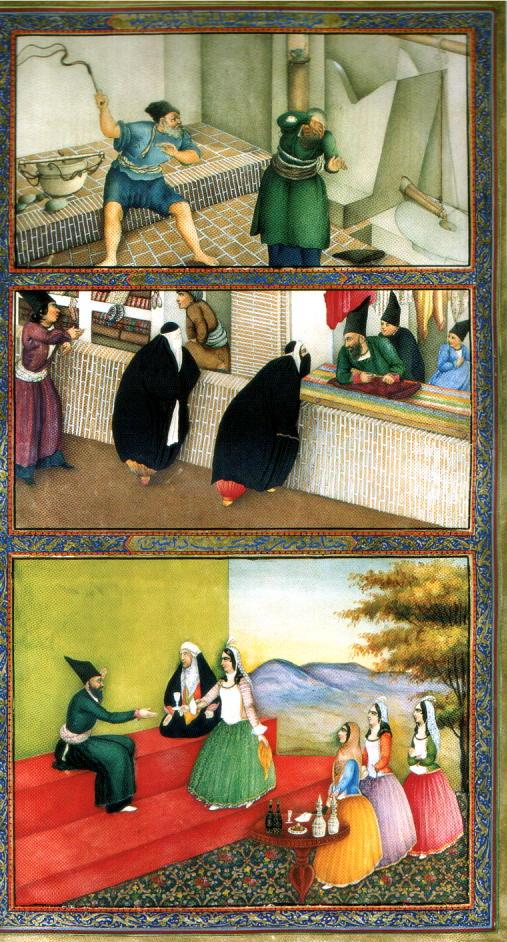
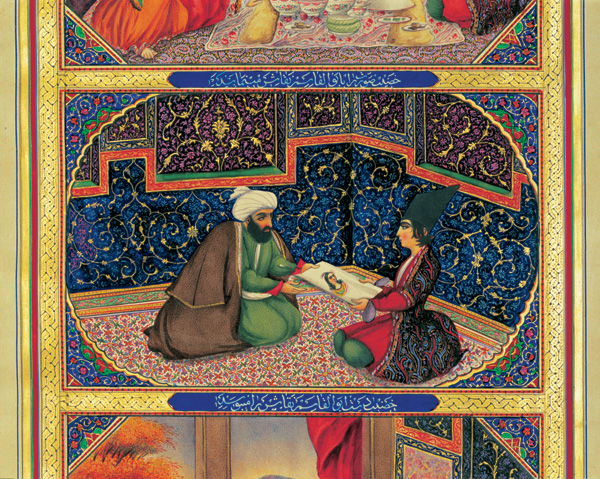
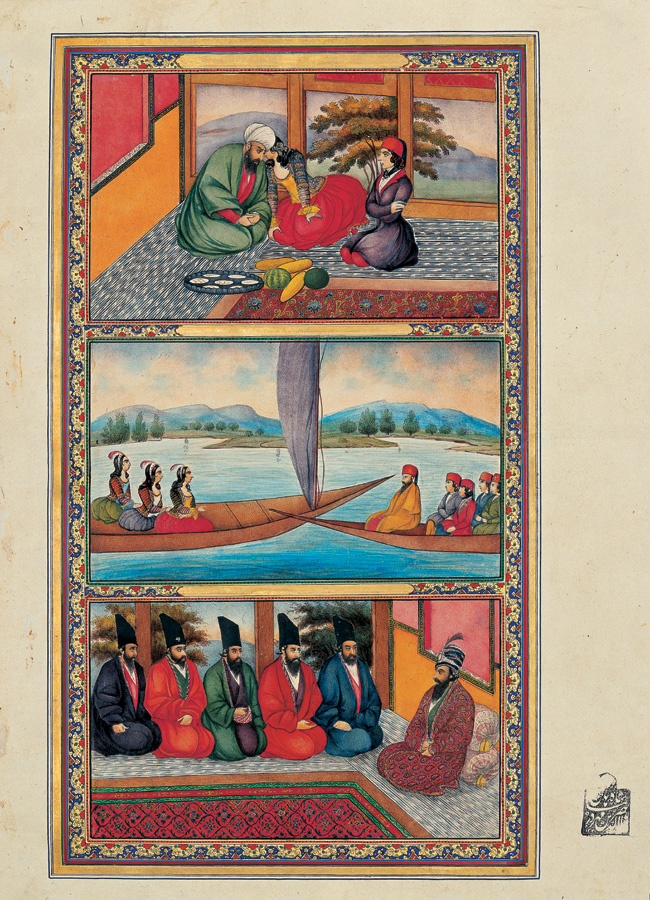
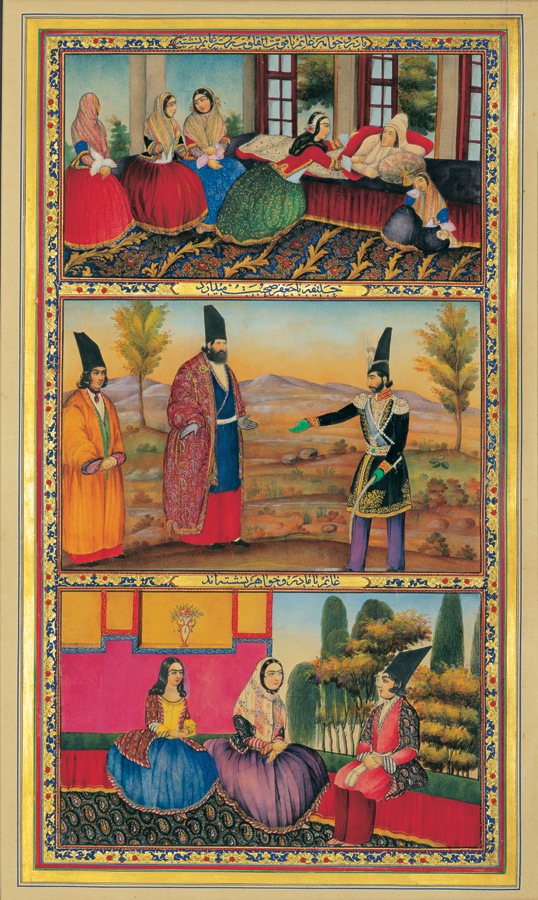
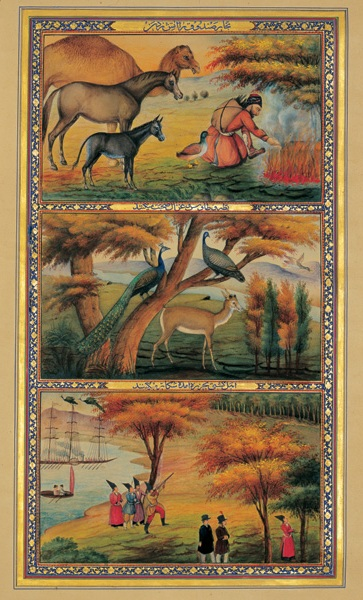
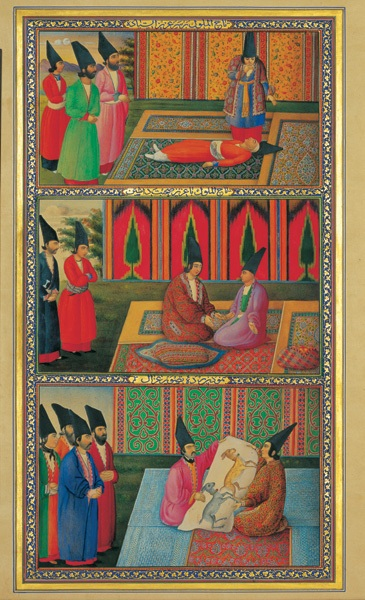
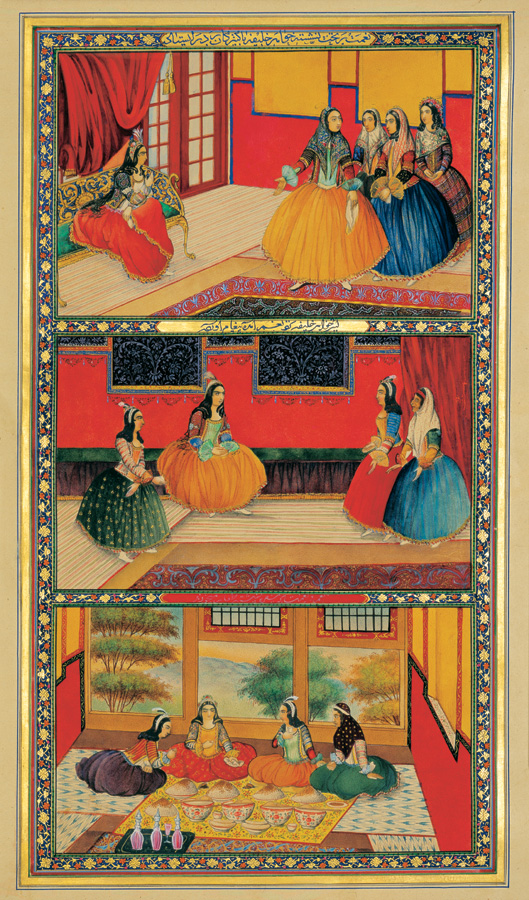
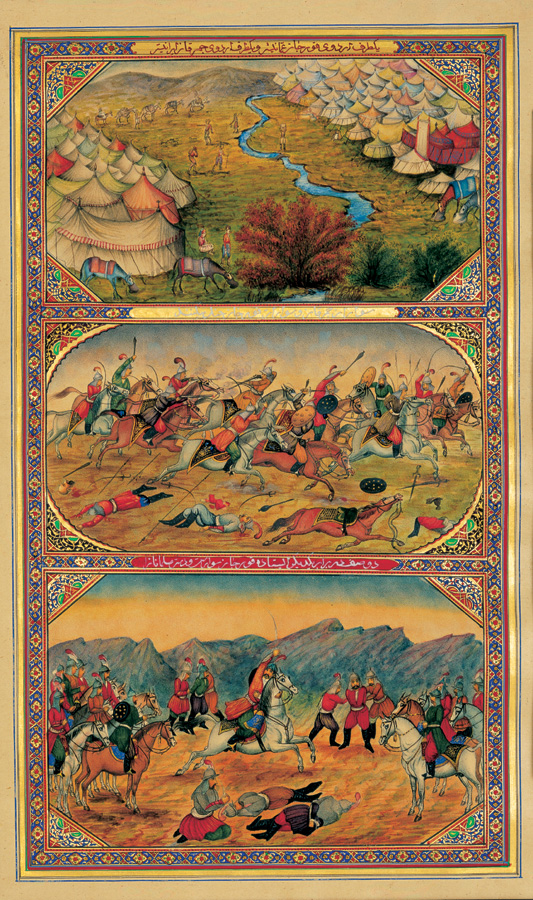
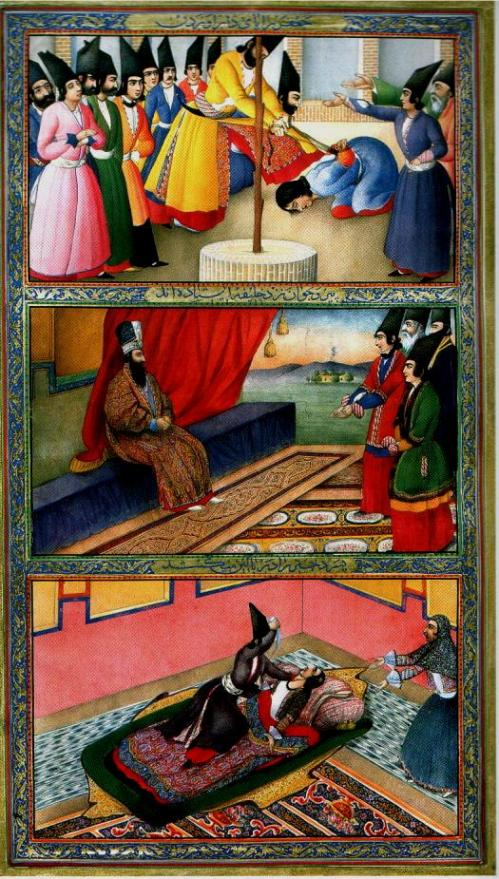
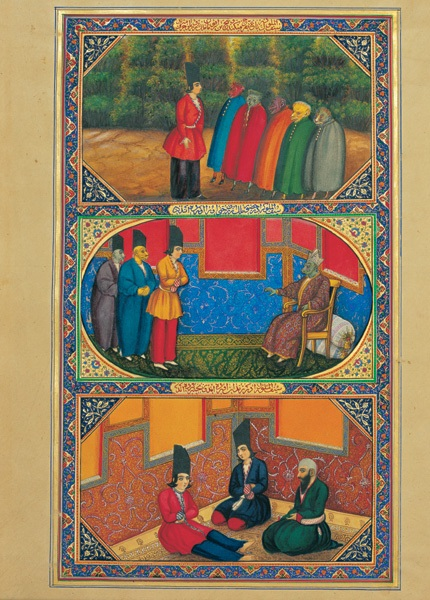